# Takashi Murakami
Takashi Murakami (Tòquio, Japó, 1 de febrer de 1962) és un artista japonès contemporani. Va començar a ser denominat com l'Andy Warhol japonés. Ha fet exposicions en moltes parts del món. Al maig de 2009 va exposar al Museu Guggenheim (Bilbao). La seva obra abasta múltiples formes artístiques: la pintura, escultura, el disseny industrial i la moda. El 21 juny 2011 va elaborar el doodle de Google pel solstici d'estiu a l'hemisferi nord i un doodle d'hivern per a l'hemisferi sud.
Es va llicenciar a la Universitat Nacional de Belles Arts i Música de Tòquio obtenint el Graduat en Nihonga (pintura tradicional japonesa). S'introdueix en l'art contemporani a 1990 sota la tutela de l'artista Masato Nakamura. El 1993 crea el seu àlter ego Mr. DOB. Comença llavors a ser reconegut dins i fora del Japó per la seva particular síntesi entre l'art tradicional i contemporani japonès i l'art pop nord-americà. A finals de la dècada dels noranta, s'intueix una forta intromissió de la temàtica sexual en la seva obra.